# Goggia
Goggia Bauer, Good & Branch, 1997 è un genere di piccoli sauri della famiglia dei Gekkonidi, diffusi principalmente in Sudafrica e Namibia.

## Biologia
Si nutrono di insetti.

## Tassonomia
Il genere Goggia accoglie alcune specie precedentemente classificate nel genere Phyllodactylus.
Comprende 8 specie:
- Goggia braacki (Good, Bauer & Branch, 1996) - già Phyllodactylus braacki
- Goggia essexi (Hewitt, 1925) - già Phyllodactylus essexi
- Goggia gemmula (Bauer, Branch & Good, 1996) - già Phyllodactylus gemmulus
- Goggia hewitti (Branch, Bauer & Good, 1995) - già Phyllodactylus hewitti
- Goggia hexapora (Branch, Bauer & Good, 1995)
- Goggia lineata (Gray, 1838) - già Phyllodactylus lineatus lineatus
- Goggia microlepidota (Fitzsimons, 1939)
- Goggia rupicola (Fitzsimons, 1938)